# Agathia intercissa
Agathia intercissa är en fjärilsart som beskrevs av Walker 1861. Agathia intercissa ingår i släktet Agathia och familjen mätare. Inga underarter finns listade i Catalogue of Life.